# Teinostoma salvanium
Teinostoma salvanium är en snäckart som beskrevs av Dall 1919. Teinostoma salvanium ingår i släktet Teinostoma och familjen Vitrinellidae. Inga underarter finns listade i Catalogue of Life.